# Czerniatyn (rejon kalinowski)
Czerniatyn (ukr. Чернятин) – wieś na Ukrainie w rejonie kalinowskim, obwodu winnickiego.

## Pałac
Pałac został wybudowany w 1820 roku. Obok pałacu znajdował się park krajobrazowy, założony przez ogrodnika Dionizego Miklera, twórcę parków i ogrodów na Wołyniu i Podolu.